# محمد عبد الله العايش
الفريق أول محمد بن عبد الله العايش (دومة الجندل 25 مايو 1952 - 7 أغسطس 2020) عسكري وضابط طيار سعودي، شغل عددا من المناصب منها مساعد وزير الدفاع بمرتبة وزير، وقائد القوات الجوية، وقائد قاعدة الملك خالد الجوية.

## السيرة الذاتية
العايش حاصل على شهادة البكالوريوس من أكاديمية الملك فيصل الجوية، وتخرج برتبة ملازم عام 1972، وأظهر مهارة فائقة في قيادة الطائرات الحربية، وبدأ مسيرته في القوات الجوية كطيار للطائرة «إف-5» في السرب السابع في عام 1972، بينما قاد طائرات متعددة في السرب الـ13 بما في ذلك «إف - 15» عام 1984، بعدها شرع في الدراسات العليا من كلية القيادة والأركان في الرياض، ليختم تدريبه التقني والتعليمي بتخرجه من كلية الحرب الجوية الأميركية في قاعدة ماكسويل الجوية في ولاية ألاباما، في الولايات المتحدة في عام 1994. جرت ترقيته إلى منصب مدير إدارة الخطط والعمليات بقيادة القوات الجوية في عام 1989 إلى عام 1997، حينما عين قائدا لقاعدة الملك خالد الجوية. وتوالت بعد ذلك التعيينات التي شملت رئاسة هيئة الإمدادات والتموين في القوات الجوية واللجنة التنفيذية لمشروع اليمامة، وهيئة عمليات القوات الجوية عام 2002. وحصل العايش على عدة جوائز وأوسمة من الكثير من الدول، بما في ذلك السعودية والكويت وفرنسا والولايات المتحدة. تمت ترقيتة لرتبة فريق ركن في يونيو (حزيران) من عام 2010.

## الأوسمة والميداليات والأنواط
حصل العايش على عدد من الأوسمة والميداليات والأنواط، وهي: وسام الملك عبد العزيز من الدرجة الممتازة، ووسام الملك فيصل من الدرجة الرابعة، ووسام تحرير الكويت، ووسام الاستحقاق الوطني من فرنسا، وميدالية النجمة البرونزية ووسام الاستحقاق من الولايات المتحدة، وميداليتي الصقر للطيران من الدرجة الأولى (1000 ساعة تدريس على طائرة إف-15) والدرجة الثانية (1000 ساعة تدريس على طائرة اللايتننغ)، إضافة إلى ميداليات «المسجد الحرام، وتحرير الكويت، والتقدير العسكري من الدرجة الأولى».

## الوفاة
توفي في يوم الجمعة - 17 ذو الحجة 1441 هـ - 07 أغسطس 2020 م، بعد معاناة مع المرض، عن عمر يناهز 68 عاما.